# Lobo (Texas)
Lobo è una città fantasma della contea di Culberson, Texas, Stati Uniti, abbandonata nel 1991.

## Geografia fisica
Lobo si trova nella regione del Trans-Pecos del Texas occidentale, tra le Van Horn Mountains e le Wylie Mountains nella parte meridionale della contea di Culberson. Si trova lungo la U.S. Highway 90, circa 12 miglia (19 km) a sud di Van Horn e 24 miglia (39 km) a ovest di Valentine.

## Storia
La storia della comunità risale alla metà del XIX secolo, quando una falda acquifera denominata "Van Horn Wells" fu scoperta nella zona.
Divenne una moderna città fantasma con acqua limitata e una piovosità annuale di circa 13,2 pollici (340 mm) all'anno. Il 5 novembre 2001, tre residenti di Francoforte sul Meno, in Germania, hanno acquistato Lobo. I loro piani prevedevano la sistemazione di edifici fatiscenti e l'organizzazione di festival artistici e musicali locali.
Il festival Desert Dust Cinema si è tenuto a Lobo nel 2011, 2012 e 2016.